# NGC 1238
NGC 1238 est une galaxie elliptique située dans la constellation de l'Éridan. NGC 1238 a été découverte par l'astronome américain Lewis Swift en 1886.

## Caractéristiques
Sa vitesse par rapport au fond diffus cosmologique est de 4 786 ± 35 km/s, ce qui correspond à une distance de Hubble de 70,6 ± 5,0 Mpc (∼230 millions d'al).
En raison d'une brillance de surface égale à 14,01 mag/am2, on peut qualifier NGC 1238 de galaxie à faible brillance de surface (LSB en anglais pour low surface brightness). Les galaxies LSB sont des galaxies diffuses (D) avec une brillance de surface inférieure de moins d'une magnitude à celle du ciel nocturne ambiant.